# 大繁盛本舗

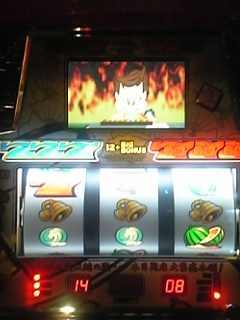
出るだけで激アツの鬼のさーさん

大繁盛本舗（だいはんじょうほんぽ）はオーイズミが設計・販売したストック機種のパチスロ機。

## ストーリー
「よろずや」という会社にて社員が様々な仕事を引き受けるという設定。

## システム

### チャンスゾーン
リプレイを2ゲーム連続でひくことにより、高確率でチャンスゾーンに突入する。その場合、高確率で小役によるボーナス解除が起きる。

### 内部モード
内部的には五つのモードで構成されており、ボーナス後に移行抽選を受けられる。
- はまりモード
- 通常モード
- 即連モード
- 連荘モード
- 大繁盛モード

### ボーナス放出契機
- スイカ
- 角・中段チェリー
- 純ハズレ
- チャンス目

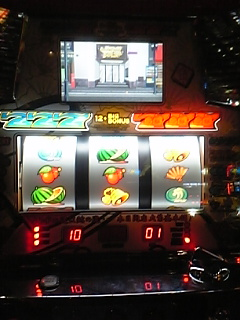
大繁盛モード突入契機になる中段チェリー

- 天井到達　　RT天井ゲーム数　999G（＋32G演出RTアリ）